# Santo António da Charneca
Santo António da Charneca ist eine Gemeinde (Freguesia) im portugiesischen Kreis Barreiro mit 11.594 Einwohnern (Stand: 19. April 2021).